# Sahr Senesie
Sahr Senesie (pronunciació alemanya: [ˈzaːɐ̯ zeˈnɛzi]; nascut el 20 de juny de 1985) és un exfutbolista professional alemany que jugava com a davanter.

## Biografia
Nascut a Koindu, Sierra Leone, Senesie es va traslladar a Alemanya el 1997. És mig germà del futbolista Antonio Rüdiger.

## Carrera de club
A Alemanya, Senesie va ser descobert per l'entrenador juvenil del Borussia Dortmund mentre jugava a futbol de carrer. L'entrenador el va portar a l'equip juvenil del Borussia Dortmund. Durant la seva primera temporada amb el juvenil, Senesie va ser el màxim golejador de l'equip. Es va incorporar al Borussia Dortmund juvenil sub-19 i va liderar els equips a guanyar dos títols de la Bundesliga juvenil. Després de diverses temporades exitoses amb l'equip juvenil, Senesie es va traslladar a l'equip sènior Bourussia Dortmund el 2005. Després de 24 aparicions amb l'equip sènior, va tenir períodes de cessió amb el Grasshopper Club Zürich i el TSG 1899 Hoffenheim. Va tornar a Dortmund però va ser alliberat el 2008.
El 2008, va fer una prova amb el Nottingham Forest, però no va impressionar l'entrenador Colin Calderwood. El 15 de novembre va signar un contracte amb l'SV Eintracht Trier 05. Dos anys més tard es va traslladar al FC Homburg, on va passar una temporada, marxant el 2011 després que el club baixés de la Regionalliga West. Després va fitxar per l'SV Wacker Burghausen, on va passar dues temporades abans de fitxar per l'SG Sonnenhof Großaspach el juliol de 2013. L'1 de juny de 2014, Senesie va marcar l'únic gol en el partit de tornada del playoff d'ascens del VfL Wolfsburg II. Com que l'anada havia acabat 0-0, això va ser suficient perquè el Großaspach assegurés l'ascens a la 3. Lliga.

## Internacional
Senesie ha representat Alemanya a diversos nivells juvenils. Va ser un jugador destacat de la selecció alemanya sub-20 que va participar en la Copa del Món sub-20 de 2005.